# 小行星10128
小行星10128（10128 Bro）是一颗绕太阳运转的小行星，为主小行星带小行星。该小行星于1993年3月19日发现。

## 轨道参数
小行星10128的轨道半长轴为2.2686096 UA，离心率为0.231。